# (14568) Zanotta
(14568) Zanotta (1998 OK) – planetoida z grupy pasa głównego asteroid okrążająca Słońce w ciągu 3,7 lat w średniej odległości 2,39 j.a. Odkryta 19 lipca 1998 roku.